# House of Fire
Singles de Alice Cooper
Bed of Nails
(1989) Only My Heart Talkin'
(1990)
House of Fire est une chanson d'Alice Cooper, co-écrite par Joan Jett et Desmond Child. Le titre est édité en tant que troisième single provenant de l'album Trash et sort le 20 novembre 1989 via Epic Records. Le single s'est classé à la 56e position au Billboard Hot 100 la semaine du 17 février 1990. House of Fire occupe également la 39e place au Mainstream Rock Tracks chart la même semaine. Au Royaume-Uni, le single atteint la 65e position.

## Liste des titres
| A1. | House of Fire                                                  | Alice Cooper, Desmond Child, Joan Jett    | Desmond Child | 3:46 |
| A2. | Poison (live at Birmingham N.E.C, 14 décembre 1989)            | Alice Cooper, Desmond Child, John McCurry | Desmond Child | 5:20 |
| B1. | Spark in the Dark (live at Birmingham N.E.C, 14 décembre 1989) | Alice Cooper, Desmond Child               | Desmond Child | 4:33 |
| B2. | Under My Wheels (live at Birmingham N.E.C, 14 décembre 1989)   | Michael Bruce, Dennis Dunaway, Bob Ezrin  | Bob Ezrin     |      |

| A1. | House of Fire                                              | Alice Cooper, Desmond Child, Joan Jett            | Desmond Child | 3:46 |
| A2. | This Maniac's In Love With You                             | Alice Cooper, Desmond Child, Bob Held, Tom Teeley | Desmond Child | 3:48 |
| B1. | Billion Dollar Babies (live at Cincinnati Gardens in 1987) | Alice Cooper, Michael Bruce, Rockin` Reggie       | Bob Ezrin     | 3:05 |
| B2. | Under My Wheels (live at Cincinnati Gardens in 1987)       | Michael Bruce, Dennis Dunaway, Bob Ezrin          | Bob Ezrin     | 3:30 |

| A. | House of Fire                                     | Alice Cooper, Desmond Child, Joan Jett | Desmond Child | 3:46 |
| B. | Ballad of Dwight Fry (live at Cincinnati Gardens) | Alice Cooper, Bob Ezrin                | Bob Ezrin     | 7:22 |

| A. | House of Fire                  | Alice Cooper, Desmond Child, Joan Jett            | Desmond Child | 3:46 |
| B. | This Maniac's In Love With You | Alice Cooper, Desmond Child, Bob Held, Tom Teeley | Desmond Child | 3:48 |